# Bibbia

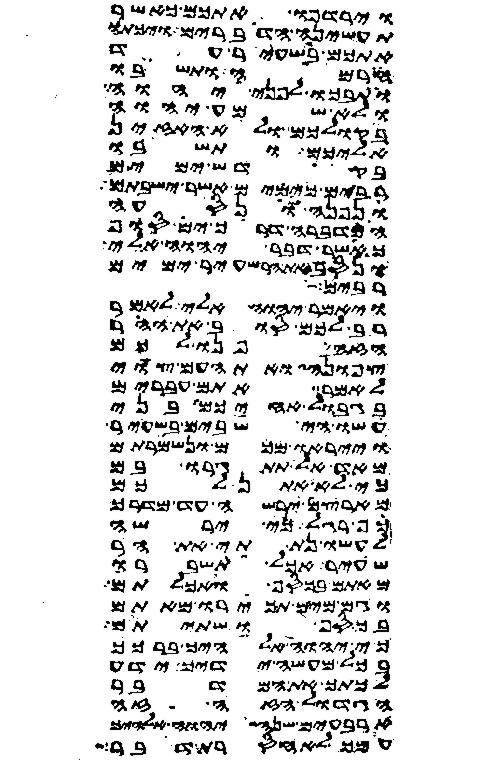
Manoscritto del Pentateuco samaritano di Nablus (XIII secolo)

La Bibbia (al femminile singolare, titolo in uso in italiano dal XVI secolo derivato dal latino volgare Biblia che adattò dal plurale neutro greco antico  τὰ βιβλία, tà biblìa, che significa "i libri" per antonomasia) è una raccolta di testi religiosi considerati sacri dal Cristianesimo e in parte anche dall'Ebraismo, dall'Islam, dal Bahá'í e da molte altre religioni. È formata da libri differenti per origine, genere, composizione, lingua, datazione, autore e stile letterario, scritti in un ampio lasso di tempo, preceduti da una tradizione orale più o meno lunga e comunque difficile da identificare, racchiusi in un canone stabilito a partire dai primi secoli della nostra era.
Diversamente dal Tanakh (Bibbia ebraica), il cristianesimo ha riconosciuto nel suo canone ulteriori libri scritti in seguito al "ministero" di Gesù. La Bibbia cristiana, quindi, risulta suddivisa in: Antico Testamento (o Antica Alleanza), corrispondente alla Bibbia ebraica, e Nuovo Testamento (o Nuova Alleanza), che descrive l'avvento del Messia e le prime fasi della predicazione cristiana.
La parola "Testamento" presa singolarmente significa "patto", un'espressione utilizzata dai cristiani per indicare i patti stabiliti da Dio con gli uomini per mezzo di Mosè (antico testamento) e poi per mezzo di Gesù (nuovo testamento).
Con vendite stimate di oltre 7 miliardi di unità, è il libro più venduto della storia.

## Datazione
La critica biblica si interroga ormai da più di un secolo sulla datazione delle varie opere che compongono la Bibbia. Cristiano Grottanelli, riassumendo, fa presente che: 
(Cristiano Grottanelli, La religione d'Israele prima dell'Esilio, in Ebraismo, a cura di Giovanni Filoramo. Bari, Laterza, 2007, pp. 6-7)

## La Bibbia ebraica: Torah o Tanakh?

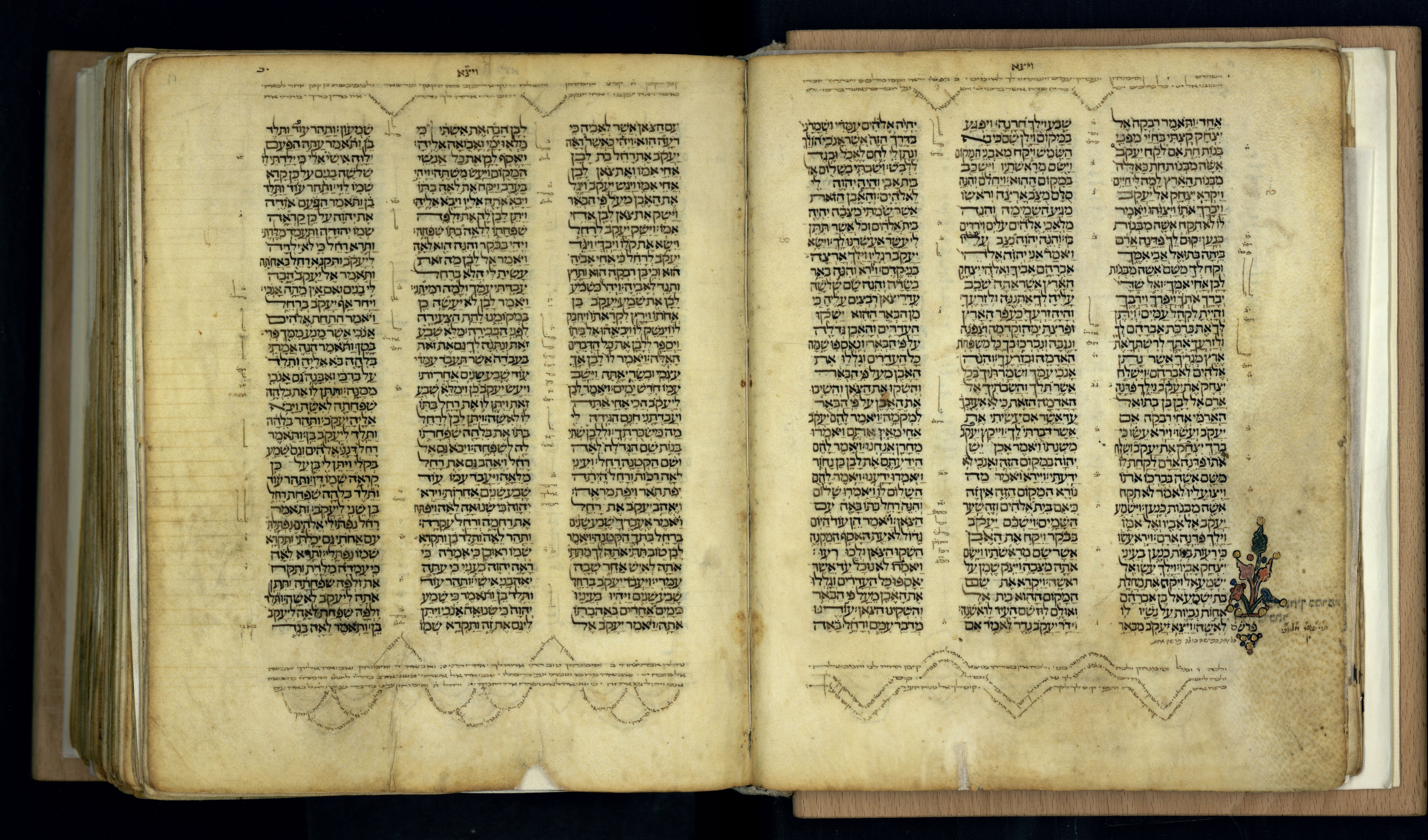
Bibbia ebraica, 1300

Il termine "Bibbia ebraica" è solitamente usato dai cristiani per indicare i testi sacri della religione ebraica, ma l'etimologia di Bibbia è greca e significa semplicemente, come si è visto, "libri"; tutti i libri della Bibbia ebraica sono considerati sacri anche dai cristiani - che inizialmente perlopiù erano ebrei che seguivano anche gli insegnamenti di Gesù, e che solo dopo decisioni di rabbini sono stati esclusi dall'ebraismo "classico" venendo definiti solo "cristiani" - anche se i libri vengono raggruppati in una sequenza diversamente ordinata rispetto a quella ebraica. Quindi i cristiani, a loro volta suddivisibili nelle varie partizioni originatesi successivamente (ortodossi, cattolici, protestanti, etc) riconoscono e utilizzano molti testi dell'ebraismo, ai quali aggiungono i resoconti della vita e opere di Gesù e le lettere dei suoi discepoli.
Il termine che gli ebrei utilizzano per indicare i loro libri sacri è invece Tanakh, acronimo privo di significato nella lingua ebraica e formato dalle iniziali delle tre parti, nelle quali vengono generalmente, ma non sempre, raggruppati i 39 libri:
- Torah (= Legge o anche Insegnamento; in greco Pentateuco = 5 Testi: Genesi, Esodo, Levitico, Numeri, Deuteronomio)
- Nebiìm (= Profeti) a loro volta divisi in profeti anteriori e posteriori (21 libri)
- Ketubim (= Scritti; Agiografi = scritti sacri in greco) 13 libri

Si osservi però che il conteggio dei libri viene spesso fatto in modo diverso perché i 12 libri dei profeti minori, tutti molto brevi, sono considerati un unico libro e analogamente altre 4 coppie di libri (i due libri di Samuele, i due libri dei Re, i due libri delle Cronache e i libri di Esdra e Neemia) sono contate come 4 libri soltanto. In questo modo, preferito dagli Ebrei, la Tanakh risulta composta soltanto da 24 libri.
I libri della Bibbia ebraica sono stati scritti in ebraico, anche se i libri di Esdra, Neemia e Daniele contengono parti in aramaico.
Nell'ambito dell'ebraismo antico alcune correnti, in particolare i sadducei, consideravano come sacra la sola Torah; oggi i samaritani hanno mantenuto una posizione simile, considerando canonica solo la Torah e autorevole il Libro di Giosuè.
Le antiche comunità ebraiche di lingua greca, oggi estinte, invece, seguivano un canone più ampio dell'attuale canone ebraico, il cosiddetto "Canone alessandrino", derivato dalla versione dei Settanta della Bibbia. 
Nel I secolo d.C. per l'ebraismo venne considerato come definitivo il "Canone palestinese", più ristretto di quello alessandrino.

## Bibbia cristiana
(Sant'Agostino. De catechizandis rudibus 1,8)
La Bibbia cristiana comprende l'Antico Testamento (46 libri) ed il Nuovo Testamento (27 libri), specifico cristiano, cioè la parte relativa a Gesù e alla nascente Chiesa apostolica.
Le chiese protestanti, seppure con differenze a seconda dei periodi, escludono dall'Antico Testamento gli stessi libri esclusi dal Canone ebraico palestinese. La Chiesa cattolica e quelle ortodosse seguono invece la Septuaginta (canone alessandrino, con alcune differenze), che comprende libri in origine scritti sia in ebraico che in greco. La Bibbia Protestante contiene complessivamente sette libri in meno di quella cattolica: mancano Tobia, Giuditta, Maccabei 1 e 2, Sapienza, Siracide (chiamato anche Ecclesiastico), Baruc e vengono esclusi anche 4 capitoli del Libro di Ester e 2 capitoli del Libro di Daniele.
I libri che non appartengono al canone della Bibbia ebraica sono detti deuterocanonici dai cattolici, mentre sono considerati apocrifi dai protestanti, i quali il più delle volte li inserivano come appendice a parte fra i due testamenti. Sono i libri dell'Antico Testamento scritti in lingua greca, ad eccezione del Siracide composto in ebraico
In età antica anche per il Nuovo Testamento, scritto in greco (anche se forse l'evangelista Matteo compose il suo libro in ebraico o aramaico), vi erano state differenze fra le varie chiese sul numero dei libri da recepire come ispirati. In particolare erano sorti dubbi sulle epistole non attribuite a Paolo di Tarso e sull'Apocalisse. I libri controversi del Nuovo Testamento furono detti nell'antichità antilegomena.

### Antico Testamento
Il numero, l'ordine ed il titolo dei vari libri varia a seconda dei diversi canoni: canone ebraico o palestinese (39 libri) seguito da ebrei e protestanti; ed il canone greco o alessandrino (46 libri) seguito da Cristiani Cattolici ed Ortodossi. L'indice della Bibbia cristiana cattolica e ortodossa non segue l'ordine della Bibbia ebraica e protestante, ma è divisa in quattro parti in base al contenuto: il Pentateuco (5 libri), i Libri Profetici (18 libri), Libri Storici (16 libri), Libri Sapienziali (7 libri), secondo il Canone Alessandrino. I Libri deuterocanonici non sono riconosciuti come ispirati e quindi appartenenti al canone dalle chiese protestanti e da alcune altre confessioni. Essi contengono anche testi appartenenti all'epoca ellenistica e il più recente, il Libro della Sapienza, è stato scritto "tra la fine del I secolo a.C. e l'inizio del I secolo d.C.".

### Nuovo Testamento
Il Nuovo Testamento, facente parte della sola Bibbia cristiana, redatto originariamente in greco con numerosi semitismi, è composto dai quattro Vangeli (Matteo, Marco, Luca, Giovanni), dagli Atti degli Apostoli (1 libro), dalle lettere apostoliche (21 libri) e dall'Apocalisse (1 libro), per un totale di 27 scritti. Tra le diverse confessioni cristiane (cattolica, ortodossa, protestante) c'è un sostanziale accordo sul numero e l'ordine dei libri del Nuovo Testamento, con la sola differenza che per i luterani gli ultimi libri sono i deuterocanonici neotestamentari: Ebrei, Giacomo, Giuda e Apocalisse, separando Ebrei dal corpus paolino e Giacomo e Giuda dalle lettere cattoliche. Non è così invece per il Vecchio Testamento, dove la canonicità di alcuni libri non è riconosciuta dalle chiese protestanti e da alcune altre confessioni.

## Sinossi e contenuti

### Antico Testamento

#### Torah (o Pentateuco): da Genesi a Deuteronomio
I cinque libri della Torah (o Pentateuco nella Bibbia cristiana), attribuiti dalla tradizione ebraica e cristiana a Mosè, furono in realtà il frutto di un processo redazionale durato alcuni secoli. In particolare, all'origine dei libri della Genesi, dell'Esodo e dei Numeri vi sarebbero due distinte tradizioni messe per iscritto tra il IX e l'VIII secolo a.C. da due gruppi di autori ignoti individuati dal diverso modo di trascrivere il nome di Dio (Jahvè o Elohim): una tradizione Jahvista (J) tipica del regno di Giuda e una Elohista (E) portata dagli esuli del regno d'Israele scampati alla deportazione assira nel 722 a.C. Fu in quel periodo che le due tradizioni furono fuse in un unico testo (JE) da un nuovo autore anonimo, probabilmente un sacerdote del tempio di Gerusalemme. Al tempo del re Giosia (622 a.C. circa) si fa risalire invece la composizione del libro del Deuteronomio (D), sempre per mano di un autore sacerdotale, in quanto esso presenta delle differenze stilistiche e ideologiche rispetto agli altri quattro libri della Torah. L'ultima di queste redazioni sarebbe avvenuta nell'epoca successiva al ritorno degli ebrei dall'esilio babilonese (V secolo a.C.), sicuramente ad opera della casta sacerdotale del nuovo tempio, che, insieme alla scrittura del libro del Levitico, apportò aggiunte riguardanti le norme liturgiche e rituali con particolare attenzione alle genealogie e al calendario: questa nuova redazione è detta sacerdotale (P), che servì da collante ideologico per il testo definitivo (JEDP).

##### Genesi
All'inizio dei tempi, Dio creò il mondo e l'Uomo a Sua immagine e somiglianza. I primi esseri umani, Adamo ed Eva, vennero posti da Dio in un luogo paradisiaco, il Giardino dell'Eden, ma caddero nella tentazione del serpente (personificazione del demonio), che li indusse a mangiare il frutto dell'albero della conoscenza del bene e del male vietato da Dio. Fu da qui che ebbe inizio il peccato e la sofferenza dell'Uomo: scacciati dal Giardino dell'Eden, Adamo ed Eva dovettero lavorare duramente per vivere e generarono i loro figli nella sofferenza. Infatti, da Adamo ed Eva, nacquero Caino e Abele. Per invidia, Caino uccise il fratello Abele, compiendo il primo omicidio della storia. Da Adamo ed Eva nacque un terzo figlio, Set, da cui discese Noè, considerato da Dio un uomo giusto in mezzo a tutta l'umanità corrotta e rivolta totalmente al male. Per annientarla definitivamente, il Signore intendeva mandare un diluvio universale e perciò incaricò Noè di costruire un'arca per salvare sé stesso, la sua famiglia e una coppia di tutti gli animali esistenti. Al termine del diluvio, Dio gli fece la promessa che non avrebbe più distrutto l'umanità e, come segno del patto, inviò un arcobaleno. Ma il male incombeva ancora sul mondo rinato dopo il diluvio: gli uomini volevano innalzare una torre fino al cielo, illudendosi di raggiungere Dio, il quale li punì facendo in modo che ognuno parlasse una lingua diversa e disperdendoli su tutta la terra. 
È qui che ha inizio la storia dei Patriarchi, ossia gli antenati del popolo ebraico, con cui Dio stabilì una nuova alleanza: dalla discendenza di Sem, figlio di Noè, nacque Abramo, che lasciò Carran, la città in Mesopotamia dove si era stabilito, a seguito della promessa di Dio di dargli una discendenza, nonostante la moglie Sara fosse sterile, e il possesso di una terra dove la sua stirpe potrà stabilirsi, cioè il paese di Canaan. Dopo un breve periodo trascorso in Egitto (dove la moglie Sara fu fatta prigioniera dal faraone), Abramo si separò dal nipote Lot, il quale si stabilì a Sodoma, poi distrutta da Dio insieme a Gomorra per gli innumerevoli peccati dei suoi abitanti. Solo Lot si salvò insieme alle sue due figlie perché tre angeli di Dio lo avvisarono per tempo e, dal loro rapporto incestuoso, si originarono le stirpi degli ammoniti e dei moabiti. Siccome la promessa del Signore ancora non si avverava, Abramo seguì il suggerimento di Sara di avere con la sua schiava egizia Agar un figlio illegittimo che fu chiamato Ismaele. Finalmente, nonostante fossero già anziani, Dio diede ad Abramo e Sara il tanto desiderato figlio Isacco ma sorsero delle gelosie con Agar, tanto che Abramo fu costretto ad allontanarla insieme ad Ismaele nel deserto, dove Dio li salvò da una morte certa. Quando Isacco era già ragazzo Dio mise nuovamente alla prova la fede di Abramo: gli chiese di sacrificare l'amato figlio ma, mentre era in procinto di effettuare il sacrificio umano, un angelo lo fermò perché Dio aveva apprezzato la sua obbedienza. Abramo morì e il figlio Isacco sposò la cugina Rebecca che gli diede due gemelli, Giacobbe ed Esaù. Con uno stratagemma ideato da Rebecca, Giacobbe ottenne dal padre la benedizione e quindi la sua successione. Poiché Esaù giurò vendetta, Giacobbe fuggì a Carran presso lo zio Labano. Dio gli promise di dare a lui e alla sua discendenza il possesso della terra di Canaan, mostrandogli in sogno una scala che saliva al cielo, sulla quale salivano e scendevano degli angeli. Giacobbe amava la cugina Rachele ma lo zio Labano, con l'inganno, gli fece sposare l'altra sorella Lia, che partorì Ruben, Simeone, Levi, Giuda, Issachar e Zabulon. Giacobbe poté sposare Rachele solo dopo aver servito lo zio per altri sette anni ma ella, essendo sterile, gli diede la sua schiava Bila, che ebbe i figli Dan e Neftali. Allora anche Lia diede al marito la sua serva Zilpa, che partorì Gad e Aser. Alla fine, Rachele riuscì a dare a Giacobbe due figli, Giuseppe e Beniamino. Alla morte del padre Isacco, Giacobbe si mise in cammino per tornare a Canaan ma presso il fiume Iabbok si trovò a lottare contro un uomo misterioso, che si rivelò essere Dio, il quale gli diede il nuovo nome di Israele (cioè, "colui che combatte con Dio"). Giacobbe si riappacificò con Esaù: tornò quindi ad abitare a Canaan insieme alle sue mogli e ai figli mentre Esaù si spostò in un'altra terra, dando origine al popolo degli edomiti. Dei suoi dodici figli, Giacobbe amò di più Giuseppe, che i fratelli invidiosi vendettero come schiavo all'insaputa del padre, cui fecero credere che era stato ucciso da un animale selvaggio. Finito in Egitto come servo, Giuseppe divenne poi governatore del faraone grazie al suo prodigioso dono di interpretare i sogni e decise di perdonare i fratelli, invitandoli a stabilirsi in Egitto insieme al padre Giacobbe per sfuggire alla carestia che affliggeva Canaan. 

##### Esodo, Levitico, Numeri e Deuteronomio
I discendenti dei dodici figli di Giacobbe divennero così numerosi e potenti che il nuovo faraone, che non aveva conosciuto Giuseppe, li rese schiavi e fece assassinare tutti i lori figli maschi. L'unico bambino scampato al massacro fu affidato dalla madre alle acque del Nilo e salvato dalla figlia del faraone, che lo allevò come figlio suo e lo chiamò Mosè (cioè, "salvato dalle acque"). Cresciuto e scoperte le sue vere origini, Mosè uccise un sorvegliante egizio colpevole di aver colpito un ebreo e fuggì nel paese di Madian, dove Dio gli apparve sotto forma di roveto ardente e gli affidò la missione di andare dal faraone per ordinargli a Suo Nome di liberare il popolo di Israele ma il faraone non ascoltò Mosè. Perciò Dio decise di colpire l'Egitto con dieci piaghe e l'ultimo flagello uccise tutti i figli primogeniti degli egizi, convincendo finalmente il faraone a lasciare liberi gli ebrei, non prima che Mosè avesse loro prescritto di celebrare la Pasqua per ricordare il giorno dell'uscita dall'Egitto. Ma il faraone, pentito di averli lasciati andare, inseguì gli ebrei e Dio ordinò a Mosè di stendere la mano sul mar Rosso, che si aprì e consentì ai figli di Israele di attraversarlo, richiudendosi al passaggio degli egizi che furono travolti. Raggiunto il deserto, gli israeliti furono nutriti da Dio, che mandò loro le quaglie e la manna ma essi rimasero insoddisfatti. Dio si manifestò a Mosè sul monte Sinai e lì, dopo quaranta giorni e quaranta notti, gli consegnò il Decalogo, cioè le regole fondamentali della nuova Alleanza scolpite su tavole di pietra, prescrivendogli di conservarle in una cassa di legno rivestita d'oro, l'Arca dell'Alleanza, all'interno della tenda del convegno, un santuario mobile che sarebbe stato la Sua Dimora dove Egli si sarebbe manifestato sotto forma di nube. Però il popolo, impaziente per la sua assenza, si costruì un vitello d'oro per adorarlo al posto di Dio ma ciò provocò le ire di Mosè che, disceso dal monte, frantumò le tavole del Decalogo, distrusse l'idolo ed ordinò alla tribù di Levi (che aveva deciso di rimanergli fedele) il massacro di coloro che si erano macchiati di questo grave peccato. Mosè implorò ed ottenne il perdono di Dio, il quale gli diede delle nuove tavole del Decalogo. Per la fedeltà dimostrata, i Leviti furono scelti da Dio come addetti esclusivi al Suo culto nella tenda del convegno: a loro è dedicato il libro del Levitico, in cui si raccolgono le ulteriori disposizioni riguardanti i cerimoniali e le norme di comportamento che Dio impartì a Mosè. Oltre all'episodio dell'idolo d'oro, vi furono anche altre occasioni in cui il resto degli israeliti si rivelarono infedeli e disobbedienti a Dio, nonostante i prodigi che Egli compì tramite Mosè, tanto che li condannò a vagare nel deserto per quaranta anni così che la generazione ribelle al Suo volere morisse tutta. Giunto nelle vicinanze della terra promessa, sul monte Nebo, Mosè non poté entrarvi per aver manifestato infedeltà a Dio a Meriba, nel deserto del Sinai. Perciò investì Giosuè come suo successore e morì all'età di centoventi anni.

#### Storia Deuteronomistica: da Giosuè ai libri dei Re
I libri di Giosuè, dei Giudici, i due libri di Samuele e i due libri dei Re si fanno risalire convenzionalmente ad un lungo lavoro di scrittura, sicuramente opera di scribi e sacerdoti, che si svolse nel periodo compreso tra il regno del re Giosia e l'esilio babilonese (VII-VI secolo a.C.) sotto l'influsso ideologico e teologico del libro del Deuteronomio, di cui tali libri sarebbero la continuazione. Perciò questo racconto è detto Storia Deuteronomistica e prende le mosse dalla morte di Mosè, abbracciando tutta la storia d'Israele fino ad arrivare all'esilio babilonese. Nella Bibbia ebraica questi libri sono chiamati "profeti anteriori" in quanto la tradizione attribuiva la loro composizione ai profeti più antichi (Giosuè per il libro che porta il suo nome, Samuele per i Giudici e i due libri che portano il suo nome e Geremia per i due libri dei Re). Il canone cristiano pone invece questi scritti tra i libri storici.

##### Giosuè
Giosuè condusse il popolo ebraico nella terra di Canaan oltre il fiume Giordano e, grazie all'aiuto dei prodigi di Dio, riuscì a sconfiggere tutti i popoli lì presenti e a conquistare diverse città: le mura di Gerico crollarono dopo che gli israeliti vi girarono intorno per dieci giorni portando l'Arca dell'Alleanza mentre a Gabaon Giosuè ordinò al sole e alla luna di fermarsi, mettendo in fuga i nemici. Su disposizione del Signore divise il territorio conquistato tra le dodici tribù di Israele.

##### Giudici
Dopo la morte di Giosuè seguì il periodo dei Giudici, uomini scelti da Dio per guidare le tribù e per difenderle dalle minacce dei popoli circostanti. Giudici famosi furono Gedeone, che sconfisse i madianiti, e Sansone, che traeva la sua prodigiosa forza dai capelli ma, sedotto dalla filistea Dalila, accecato ed imprigionato, sacrificò sé stesso per uccidere tremila filistei riuniti nel tempio del loro dio Dagon. 

##### Libri di Samuele
Samuele, chiamato da Dio fin dall'infanzia, divenne la nuova guida politica e religiosa del popolo di Israele e quando fu vecchio gli israeliti gli chiesero di nominare un re, scelto da Dio nella persona di Saul, della tribù di Beniamino. Saul combatté con coraggio i popoli nemici di Israele ma presto la sua fedeltà al Signore diminuì. Quindi Dio ordinò a Samuele di consacrare un nuovo re nella persona del pastorello Davide, il quale dimostrò astuzia abbattendo con la sua fionda il gigante filisteo Golia. Gionata, figlio di Saul, divenne molto amico di Davide e Saul gli diede in sposa l'altra figlia Mikal ma iniziò ad essere invidioso di lui e per questo tentò di ucciderlo. Davide riuscì a fuggire grazie a Mikal ma Saul continuò a dargli la caccia finché si suicidò per non cadere prigioniero dei filistei nella battaglia di Gelboe, in cui morirono anche Gionata e tutti gli altri suoi figli. Davide fu unto re e sconfisse i gebusei, conquistando la loro città Gerusalemme, dove spostò la capitale e vi portò l'Arca dell'Alleanza. Ma Davide cadde nel peccato agli occhi di Dio perché s'innamorò di Betsabea, moglie del generale Uria, di cui provocò la morte mandandolo in battaglia per poter così sposarne la vedova. Dio lo punì facendo morire il bambino nato dalla loro unione e Davide si pentì del suo errore. Gli ultimi anni del suo regno furono segnati da un fallito tentativo di spodestarlo da parte del figlio Assalonne.

##### Libri dei Re
Davide morì e gli successe l'altro figlio Salomone, nato da Betsabea. Egli si distinse come sovrano sapiente e saggio ed avviò i lavori di costruzione del tempio di Gerusalemme dove custodire l'Arca dell'Alleanza. Ma presto Salomone si allontanò da Dio e costruì templi ad altri dèi. Dopo la sua morte, il regno si spezzò come punizione divina per il suo peccato di idolatria: dieci tribù a nord formarono il regno d'Israele con Geroboamo mentre a sud le tribù di Giuda e Beniamino rimasero fedeli alla dinastia di Davide. Ma Geroboamo e i suoi successori peccarono anche loro d'idolatria verso altri dèi e perciò attirarono sul loro regno l'ira di Dio. In particolare, un re d'Israele, Achab, raggiunse l'apice del peccato sposando Gezabele, figlia del re fenicio di Sidone, che introdusse il culto dei suoi dèi nel regno e fece uccidere centinaia di profeti di Dio. Elia, uno dei pochi superstiti, si dovette nascondere e tornò a presentarsi ad Achab dopo tre anni, dimostrando con un miracolo l'esistenza di un unico Dio di fronte al quale gli altri dèi pagani non ebbero alcun potere. Elia, quindi, incaricò Eliseo di proseguire la sua opera e salì al cielo su un carro di fuoco. Eliseo fu un uomo santo che percorse tutto Israele compiendo miracoli. Dopo aver cercato invano di recuperare il favore di Dio, Achab si alleò con il re di Giuda Giosafat per combattere gli invasori aramei ma morì in battaglia mentre Gezabele fu uccisa per ordine del generale usurpatore Jehu, consacrato nuovo re d'Israele da Eliseo: entrambi i loro cadaveri furono rosicati dai cani come aveva predetto Elia. I peccati d'Israele furono in seguito puniti definitivamente con la sua distruzione da parte degli assiri e la deportazione di tutti i suoi abitanti verso le lontane terre d'Assiria. Il regno di Giuda si salvò dal disastro solo al prezzo di un pesante tributo pagato dal re idolatra Acaz ma suo figlio Ezechia, costretto a cedere nuovamente gli arredi e i tesori del tempio di Gerusalemme come ulteriore tributo, si ribellò al re assiro Sennacherib, il cui esercito fu distrutto e messo in fuga dall'angelo del Signore, come preannunciato dal profeta Isaia. A differenza del padre Acaz, Ezechia cercò di ristabilire il culto di Dio su quello degli altri dèi ma i suoi successori Manasse e Amon peccarono nuovamente d'idolatria, finché regnò un altro sovrano virtuoso agli occhi di Dio, Giosia, che, dopo aver letto il libro della Legge di Mosè scoperto durante i lavori di restauro del tempio di Gerusalemme, mise al bando il culto di tutti gli dèi pagani. Giosia fu però sconfitto ed ucciso dal faraone d'Egitto Necao, che impose come nuovo sovrano Ioiakìm, un figlio di Giosia che, a differenza del padre, offese Dio e pretese grandi quantità di oro e argento dal popolo come tributo a Necao. Ma il successore di Ioiakìm, Ioiachìn, fu sconfitto dai babilonesi guidati dal re Nabucodonosor e deportato con tutta la famiglia reale a Babilonia. Fu sostituito dallo zio Sedecia che, ribellatosi a Nabucodonosor, fu da questi di nuovo sconfitto ed accecato: dopo l'assedio, Gerusalemme fu distrutta e tutti i suoi abitanti deportati a Babilonia.

#### Storia del Cronista: le Cronache e i libri di Esdra e Neemia
I due libri delle Cronache e i libri di Esdra e Neemia si fanno risalire ad un unico gruppo di autori, chiamati con il nome convenzionale di Cronista, attivo nel periodo successivo al ritorno degli esuli ebrei da Babilonia (IV-III sec. a.C.). I libri delle Cronache in particolare riprendono il racconto della Storia Deuteronomistica, dalla vicenda del re Davide alla caduta di Gerusalemme ad opera di Nabucodonosor, arricchendola con maggiori dettagli e concentrandosi su particolari poco considerati in precedenza.

##### Esdra e Neemia
A sessant'anni dalla deportazione degli ebrei a Babilonia, il re Ciro di Persia, conquistata la città, permise ai figli d'Israele di poter tornare in patria. Zorobabele, discendente del re Davide, insieme al sommo sacerdote Giosuè guidò il primo gruppo di ebrei che lasciarono Babilonia e diede inizio alla ricostruzione del tempio di Gerusalemme. Circa sessant'anni dopo partì un secondo gruppo su autorizzazione del nuovo sovrano persiano Artaserse che era guidato da Esdra, scriba e studioso della Legge di Mosè, il quale insegnò agli ebrei a rispettare i precetti delle Sacre Scritture. Dodici anni dopo, il coppiere ebreo Neemia ricevette da Artaserse il permesso di tornare a Gerusalemme per ricostruire le mura ed anch'egli si dedicò all'insegnamento della Legge.

#### Altri testi storici e i libri sapienziali
I libri di Tobia, Ester, Giuditta e i due libri dei Maccabei, scritti tra il II e il I secolo a.C., costituiscono un gruppo a sé perché si concedono molte licenze letterarie nel trattare il contesto storico-politico e perciò molti di essi sono considerati apocrifi da alcune confessioni religiose. Il libro di Rut invece risalirebbe al V secolo a.C. e la sua collocazione dopo il libro dei Giudici, poi fatta propria dalla tradizione cristiana, si deve alla traduzione greca dei Settanta. La Bibbia cattolica include tutti questi scritti tra i libri storici: 
- Rut: al tempo dei Giudici, Rut, una vedova moabita, decide di seguire la suocera Noemi nella sua città d'origine, Betlemme, dove sposerà Booz e darà origine alla stirpe da cui nascerà il re Davide.
- Tobia: Tobia, figlio del cieco Tobi, ebreo deportato in Assiria, compie un viaggio, conosce e sposa Sara e, al ritorno, guarisce il padre con l'aiuto dell'arcangelo Raffaele.
- Giuditta: Giuditta, una bella e pia vedova, seduce ed uccide Oloferne, generale del re Nabucodonosor impegnato nell'assedio della città giudea di Betulia.
- Ester: l'orfana ebrea Ester diventa moglie del re persiano Assuero e salva il suo popolo dai complotti del malvagio consigliere Aman.
- Libri dei Maccabei: Giuda e i suoi fratelli, figli del sacerdote Mattatia e detti Maccabei, si ribellano al dominio dei sovrani seleucidi, che vorrebbero imporre in Israele culti ed usanze pagani.

I libri di Giobbe, Proverbi, Ecclesiaste (o Qoèlet), Siracide, Sapienza, Salmi e il Cantico dei Cantici rientrano invece nel genere sapienziale, molto in voga in tutto l'Oriente antico, e sono una raccolta di massime, proverbi, precetti, testi poetici e preghiere. Il capolavoro letterario del genere sapienziale è tuttavia la storia di Giobbe, uomo ricco e devoto a Dio. Ma il Signore permise a Satana di privare Giobbe di tutti i suoi beni, dei suoi figli e persino della sua salute, al fine di mettere alla prova la sua fede. Ma nonostante tutti i tormenti Giobbe rifiutò di maledire il nome di Dio ed Egli lo premiò restituendogli tutto ciò che gli aveva tolto ma raddoppiato.

#### Libri profetici
Si tratta di libri che raccolgono oracoli in stile poetico pronunciati da figure carismatiche ispirate direttamente da Dio, i profeti appunto. Le loro profezie riguardano l'ambito sociale, politico o religioso e sono poste in un contesto storico o contengono comunque notizie di carattere storico. Se il cristianesimo divide i libri dei profeti in maggiori e minori, l'ebraismo invece li classifica tutti come "profeti posteriori" distinguendoli dai "profeti anteriori", cioè i libri da Giosuè ai Re. I libri profetici non sono tuttavia opera dei profeti di cui portano il nome ma sono il frutto di un lungo processo redazionale iniziato nel VIII secolo a.C. Ad esempio, nel solo libro di Isaia possiamo distinguere la mano di ben tre autori anonimi: un Isaia del VIII secolo a.C. (capitoli 1-39), un Deutero-Isaia (o Secondo-Isaia) che scrisse negli anni dell'esilio babilonese (capitoli 40-55) e un Trito-Isaia (o Terzo-Isaia) di epoca post-esilica (capitoli 56-66). Sarebbe perciò più corretta una classificazione dei libri in rapporto all'esilio babilonese: profeti pre-esilici (Osea, Primo-Isaia, Michea, Amos, Abacuc, Sofonia, Naum, Geremia), esilici (Ezechiele e Deutero-Isaia) e post-esilici (Trito-Isaia, Abdia, Aggeo, Zaccaria, Malachia, Gioele, Giona, Baruc). Il libro di Daniele è invece ascrivibile al filone della letteratura apocalittica ebraica, attestato dal II secolo a.C. in poi, ma brani e temi apocalittici sono presenti anche nel Primo-Isaia, in Zaccaria e in Ezechiele.
Il profeta considerato più importante è Isaia, il quale ricevette da Dio la missione di annunciare la rovina del regno di Giuda minacciato dall'invasione assira. Geremia preannunciò invece la distruzione di Giuda e la deportazione dei suoi abitanti sotto il re babilonese Nabucodonosor, i cui sogni furono interpretati da un altro profeta, Daniele, che Dio preservò dalla gelosia degli uomini malvagi che lo circondavano. Tra i deportati a Babilonia figurava anche Ezechiele, il quale attraverso visioni e parabole esortò il suo popolo a tornare a compiere il volere di Dio. Tra i profeti minori si distinse invece Giona, che disubbidì alla volontà del Signore di predicare la sua Parola nella capitale assira Ninive e perciò fu inghiottito da un grosso pesce, che lo tenne nel suo ventre per tre giorni e tre notti. Ottenuto il perdono divino, Giona portò a termine la sua missione e convertì gli assiri.

### Nuovo Testamento

#### Vangeli di Matteo, Marco, Luca e Giovanni
I quattro Vangeli, attribuiti dalla tradizione agli evangelisti Matteo, Marco, Luca e Giovanni, raccontano la vita e il ministero di Gesù, considerato dal cristianesimo il Figlio di Dio, il Messia (in greco Cristo, cioè il Salvatore dell'umanità) e l'incarnazione del Verbo divino. Essi furono scritti in greco probabilmente tra il I e il II secolo d.C. I primi tre Vangeli sono detti sinottici perché presentano evidenti somiglianze tra di loro mentre quello di Giovanni tratta la vicenda da un punto di vista prettamente teologico.
L'arcangelo Gabriele annunciò a Maria, una vergine di Nazareth, che avrebbe generato il Figlio di Dio cui avrebbe imposto il nome di Gesù. Maria era promessa sposa a Giuseppe, appartenente alla stirpe di Davide, che la ripudiò in segreto a causa di questa gravidanza miracolosa ma, a seguito dell'apparizione di un angelo, la prese in moglie. Gesù nacque a Betlemme in Giudea, dove Giuseppe e Maria si erano recati a causa del censimento ordinato dall'imperatore romano Augusto e, poiché non trovarono un alloggio libero, il neonato fu deposto in una mangiatoia. I primi a rendere omaggio al Messia nato furono alcuni pastori, avvertiti da un angelo, e i Magi, sapienti giunti appositamente dall'oriente a seguito dell'apparizione di una stella che annunciava il lieto evento. Avvisato dai Magi della nascita del Messia, il re Erode ordinò l'uccisione di tutti i bambini di Betlemme ma un angelo avvertì in tempo Giuseppe, che fuggì in Egitto con Maria e il bambino e vi rimase fino alla morte di Erode, quando tornarono a Nazareth. All'età di trent'anni, Gesù iniziò il suo ministero: si recò da Giovanni il Battista, un predicatore chiamato da Dio ad aprirgli la strada, e da lui ricevette il battesimo nelle acque del fiume Giordano. Gesù rimase nel deserto per quaranta giorni e quaranta notti respingendo le tentazioni di Satana e presso il mare di Galilea chiamò a seguirlo i suoi primi discepoli, che raggiungeranno il numero di dodici. Fu da qui che iniziò la sua predicazione riguardante l'avvento del Regno di Dio sulla terra, annunciato attraverso il racconto di parabole per spiegare in modo semplice particolari concetti morali o religiosi e soprattutto tramite i miracoli: Gesù guariva i malati, resuscitava i morti e liberava gli indemoniati dai demoni. Le folle che lo seguivano diventarono sempre più numerose ma Gesù si attirò le antipatie e l'odio delle massime autorità religiose dell'epoca. L'apostolo Pietro riconobbe in Lui il Figlio di Dio ma Egli impose ai discepoli il silenzio, annunciando la sua prossima morte e resurrezione. Dopo essere entrato trionfalmente a Gerusalemme ed aver scacciato i mercanti che avevano trasformato il tempio in un luogo di commercio, Gesù celebrò la Pasqua con i suoi discepoli ed istituì l'Eucaristia, ossia il rito che suggella la nuova Alleanza tra Dio e l'Uomo. Ma Giuda Iscariota, uno degli apostoli, lo tradì e lo consegnò alle autorità: comparso in giudizio dinanzi al sommo sacerdote Caifa, dove confessò di essere il Figlio di Dio tra lo scandalo dei presenti, e poi davanti al governatore romano Ponzio Pilato, venne flagellato, umiliato ed infine condannato a morte e crocifisso. Gesù morì dopo aver perdonato i propri carnefici e il suo corpo deposto dalla croce e sepolto nella tomba di Giuseppe d'Arimatea, un suo seguace che aveva ottenuto da Pilato il permesso di dargli una degna sepoltura. Ma dopo tre giorni la tomba fu trovata vuota e Gesù comparve alle donne che lo avevano seguito in vita e ai discepoli. Dopo aver affidato loro la missione di predicare in tutto il mondo la sua Parola, Gesù ascese al cielo.

#### Atti degli Apostoli
Gli Atti degli Apostoli furono composti probabilmente tra il 70 e il 90 d.C. dall'evangelista Luca, cui è attribuita tradizionalmente la scrittura di quest'opera a causa delle affinità con il suo Vangelo.
Sette delle Lettere paoline (Romani, 1-2 Corinzi, Galati, Filippesi, 1 Tessalonicesi e Filemone) sono attribuite effettivamente a San Paolo, che le avrebbe scritte tra il 50 e il 60 d.C. Le altre (2 Tessalonicesi, Colossesi, Efesini, 1-2 Timoteo e Tito) sono dette "deuteropaoline" perché si fa risalire la loro composizione non direttamente a Paolo ma ai suoi discepoli. La Lettera agli Ebrei, considerata dalla Chiesa cattolica come scritta da Paolo, è invece ritenuta dall'esegesi opera di un autore anonimo. Le altre Lettere, attribuite agli apostoli Pietro, Giovanni, Giacomo e Giuda, sono dette cattoliche perché sono indirizzate a tutta la cristianità e non ad uno specifico destinatario come le Lettere di Paolo.
L'Apocalisse fu scritta alla fine del I secolo d.C. ed è attribuita all'apostolo ed evangelista Giovanni. Riprende il filone della letteratura apocalittica ebraica già individuato nel libro di Daniele.
Cinquanta giorni dopo la resurrezione di Gesù, lo Spirito Santo discese sotto forma di fiammelle sugli apostoli, i quali avevano deciso di sostituire Giuda Iscariota, il traditore di Gesù, con Mattia. Gli apostoli predicarono la Parola di Gesù e compirono molti miracoli a Gerusalemme: nacque la prima comunità cristiana che attirò molti seguaci. Uno di loro, Stefano, fu arrestato, processato con false accuse e lapidato a morte. Saulo di Tarso, il principale persecutore dei cristiani e uno dei carnefici di Stefano, ebbe un'apparizione del Signore mentre stava andando a Damasco per arrestare nuovi convertiti e quindi decise di abbracciare la Fede in Gesù Cristo con il nome di Paolo. Immediatamente iniziò a predicare in diverse città, compiendo vari miracoli fino al suo arresto e alla sua prigionia a Cesarea. Appellatosi alla giustizia romana, Paolo fu condotto a Roma dopo un naufragio a Malta e qui s'interrompe il racconto degli Atti.

#### Lettere di Paolo, Pietro, Giovanni, Giacomo e Giuda
Le Lettere attribuite a Paolo, Pietro, Giovanni, Giacomo e Giuda hanno contenuto esclusivamente teologico e, in particolare quelle di Paolo, furono destinate alle prime comunità cristiane che stavano sorgendo mentre le altre hanno carattere universale.

#### L'Apocalisse
L'ultimo libro, l'Apocalisse (letteralmente "rivelazione"), tratta essenzialmente la fine del mondo, che si concluderà con il giudizio divino sui morti resuscitati di ogni età storica e l'affermazione definitiva del Regno Celeste, dove la morte sarà annientata e dalla quale saranno esclusi i peccatori.

## Generi letterari
La Bibbia contiene generi letterari diversi fra loro. Non è casuale che la parola di origine (biblia) sia un plurale per indicare questa varietà di generi letterari. 
In precedenza la trasmissione degli avvenimenti era orale e rischiava di disperdersi. In particolare si intrecciano insieme due tradizioni orali, quelle del nord e del sud della Palestina; non è trascurabile neanche l'influenza delle culture orientali con cui vennero a contatto i primi scrittori in terra babilonese.
I generi letterari presenti all'interno dei libri biblici possono essere ricondotti, con larghe approssimazioni, ai seguenti:
- genere storico: si tratta dei testi che forniscono descrizioni contestualizzate storicamente di persone o eventi. La effettiva attendibilità storica di tali narrazioni è variegata. Per esempio, i primi 11 capitoli della Genesi che descrivono la creazione del mondo fino ad Abramo (inizio II millennio a.C.) sono dalla maggioranza degli esegeti cristiani interpretati come simbolici (racconto creazione, peccato originale, diluvio...). Anche nei romanzi ellenisti dei deuterocanonici Tobia e Giuditta oltre che per il canonico Ester la contestualizzazione storica funge solo da cornice per narrazioni con precisa finalità teologica, anche se sul libro di Ester non tutti sono concordi nell'esprimere tale giudizio[10][11]. Al contrario, i libri che presentano intenti storici veri e propri (Samuele, Re,[senza fonte] Maccabei, le narrazioni evangeliche e Atti) forniscono informazioni che, nell'insieme, raramente risultano in contrasto con le fonti del tempo extra-bibliche. Per le storie dei patriarchi (Abramo, Isacco, Giacobbe-Israele, Giuseppe) contenute in Genesi, gli storici delle religioni sono oggi unanimemente d'accordo nel ritenerle delle pure finzioni narrative prive di alcun valore storiografico[Nota 6].
- genere legislativo: include i testi normativi in ambito sociale o religioso, particolarmente presenti all'interno della Torah (p.es. Levitico è un libro interamente legislativo).
- genere profetico: riguarda gli oracoli profetici, vale a dire esortazioni morali pronunciate da uomini che si presentavano come inviati di Dio. Tali esortazioni sono sempre rivolte a destinatari ben definiti (re, singoli individui, determinate comunità credenti, il popolo nel suo insieme) che, con la loro condotta, si sono allontanati dalla retta via. Anche le esortazioni (o parenesi) presenti nelle epistole neotestamentarie possono essere avvicinate al genere profetico. Vedi Profeta (ebraismo).
- genere apocalittico: include testi simbolici e razionalmente spesso incomprensibili aventi la finalità di mostrare il vittorioso e definitivo disegno di Dio sulla storia. Appaiono in periodo di forte incertezza della comunità credente, originata da persecuzioni politiche che potevano portare i fedeli a sentirsi abbandonati da Dio. I libri di Daniele e Apocalisse raccolgono la quasi totalità dei testi apocalittici. Circa Apocalisse in particolare, pertanto, essa non va vista come una descrizione di ciò che sarebbe dovuto accadere in un futuro remoto, ma come la rassicurazione alla Chiesa di allora, ferocemente perseguitata dall'imperatore romano Domiziano[senza fonte], che il Risorto avrebbe avuto l'ultima parola.
- genere sapienziale: in tale ampia categoria vengono inclusi tutti i testi che non rientrano nelle precedenti. Include canti e preghiere (p.es. Salmi), poemi (p.es. Cantico dei cantici), lamentazioni (libro omonimo), proverbi sapienziali di vario genere e sulla morale (Ecclesiaste, Proverbi, Giobbe). La Bibbia costituisce anche una rappresentazione dei diversi aspetti anche delle conoscenze pratiche dei vari secoli. Espressione di una civiltà pastorale ed agricola contiene una rappresentazione della cultura agronomica dell'epoca:[12]

## Messaggio teologico
Risulta impossibile una delineazione univoca del messaggio teologico dei libri biblici. Da essi, infatti, hanno avuto origine un numero elevato di confessioni religiose e diramazioni settarie, ognuna delle quali fornisce una propria lettura e interpretazione del testo biblico. Cercando alcuni fondamentali concetti teologici comuni alle varie confessioni, si possono delineare tali nuclei attualmente largamente condivisi:
- Esiste un essere perfetto, puro spirito, non rappresentabile sotto alcuna forma, eterno, immutabile, onnipotente, onnisciente.
- Nell'Antico Testamento ovvero nelle scritture ebraiche, Dio viene indicato principalmente, circa 7 000 volte,[Nota 7] col nome proprio YHWH-(probabilmente pronunciato Yahweh) oltre a essere chiamato Dio (El o Elohim) e col nome comune Signore (Adonay), inoltre al Dio biblico sono applicati numerosi altri eccelsi appellativi: Altissimo, Eterno, Santo, Signore degli eserciti, Dio degli eserciti. Nell'Antico Testamento greco e nel Nuovo Testamento viene indicato coi nomi comuni Dio (Theos) e Signore (Kyrios). Peculiarità del Nuovo Testamento è la definizione di Dio come Padre.
- Dio ha creato liberamente e dal nulla l'universo e l'uomo, vertice della creazione, caratterizzati da una bontà originaria.
- I progenitori Adamo ed Eva disobbedirono a Dio nutrendosi dall'albero della conoscenza e perciò furono scacciati dal giardino dell'Eden e condannati a vivere nel mondo tra fatiche e sofferenze.
- Dio stabilì un'alleanza con Abramo e la sua discendenza, il popolo d'Israele, in vista della salvezza dell'umanità, impegnandosi a sostenere lungo la storia il suo popolo ed esigendo il culto dedicato a lui solo. L'intervento di Dio è particolarmente evidente in alcuni eventi: liberazione dall'Egitto (Esodo, XIII secolo a.C.); conquista della Terra Promessa (XIII-XI secolo a.C.); dispersione delle 10 tribù idolatre del nord (VIII secolo a.C.); esilio a Babilonia e ritorno (VI secolo a.C.).
- Dio donò a Mosè la legge, insostituibile e immodificabile, consistente di 613 mitzvòt (precetti) e riassumibile nei dieci comandamenti, con la promessa di ricompensare chi la rispetta e di punire i trasgressori.
- Il popolo d'Israele si allontanò ripetutamente dalla legge, o l'applicò in maniera esteriore e formale, e perciò fu punito da Dio e rimproverato da uomini a ciò chiamati da Dio, i profeti.
- Dio ha promesso di inviare il Messia per la salvezza del suo popolo.

- Alla fine dei tempi, Dio risusciterà i morti, garantendo salvezza eterna o condanna eterna a seconda del comportamento avuto in vita verso Dio o verso il prossimo.

Nel Nuovo Testamento, accettato dai cristiani ma non dagli ebrei, le chiese di tradizione conciliare identificano altri concetti:
- Dio è Padre, Figlio e Spirito Santo.
- Gesù, il Messia atteso (e per questo appellato come Cristo, parola greca che ha lo stesso significato), figlio di Dio incarnato, ha portato a perfetto intendimento la legge di Mosè, che è riassumibile nell'amore a Dio e nell'amore al prossimo.
- Per la sua morte e risurrezione, tutti coloro che credono in lui sono salvati e riconciliati con Dio.[Nota 9]

(Proverbi 3:5-6)

## Lettura e interpretazione
La comprensione del significato della Bibbia, il modo in cui viene letta e la sua interpretazione, disciplina detta anche ermeneutica della Bibbia, è un fatto teologico, dipendente perciò dalle varie confessioni religiose. Differisce dall'esegesi in quanto questa consiste nell'estrarre il senso di una parte del testo con l'aiuto di discipline come la filologia e la storia, mentre l'ermeneutica cerca di rendere il senso più ampio che l'autore del testo ha voluto dare anche in relazione al suo pubblico. Ad esempio nel Nuovo Testamento, e in particolare in Paolo di Tarso, si trova una nuova ermeneutica delle scritture sacre ebraiche.
Perciò la prima grande differenza nell'ermeneutica della Bibbia è quella fra ebrei e cristiani: sebbene ci sia una parziale affinità fra le due religioni (e certe forme di dialogo), dal momento che condividono una parte del canone delle scritture, esse hanno sviluppato diverse tradizioni di fede e quindi diversi metodi interpretativi ed ermeneutici.

## Il testo

### Fonti del testo ebraico

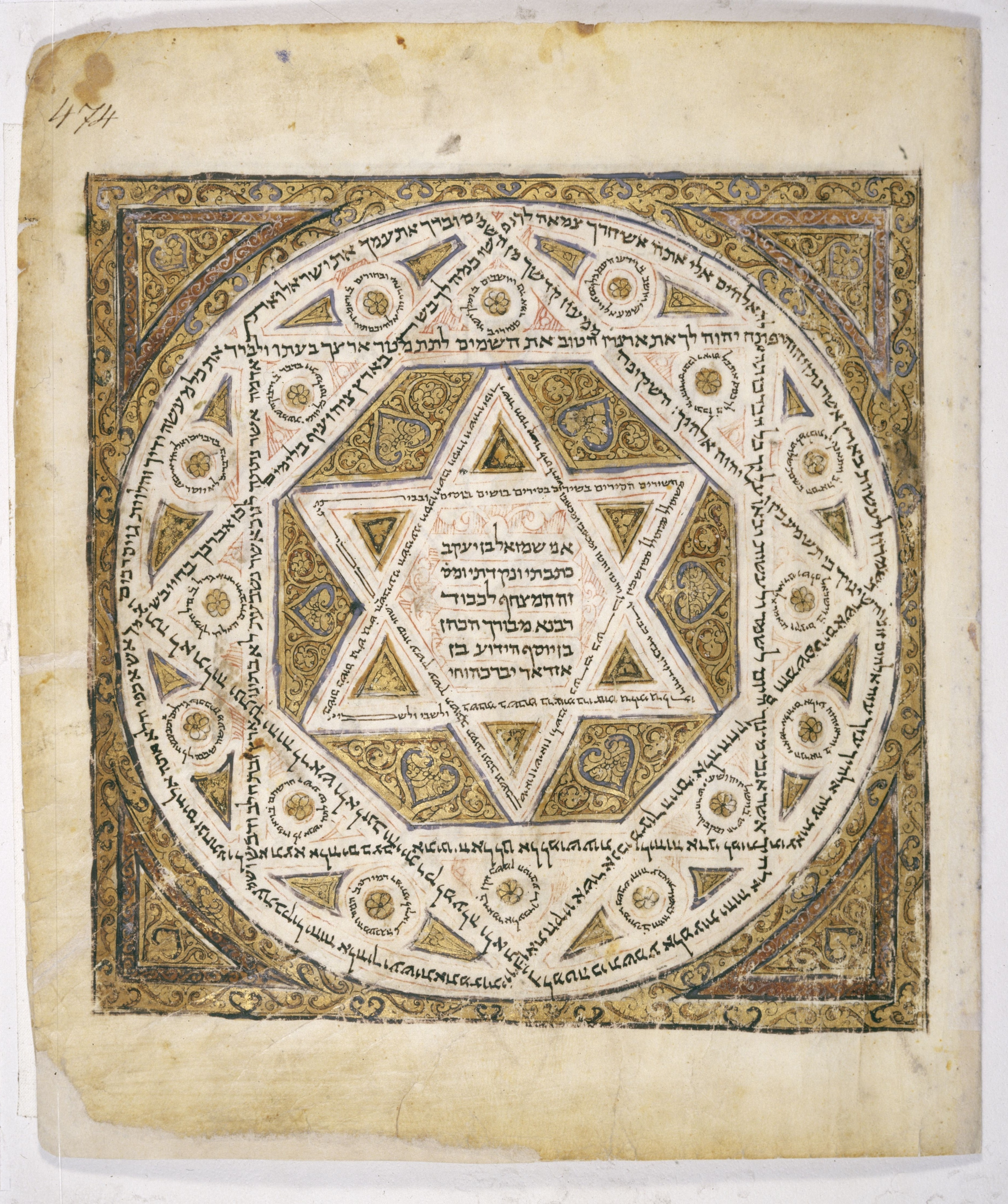
Foglio 474a del Codice di Leningrado (1008-1009), riferimento principale del testo ebraico.

Circa le fonti dell'Antico Testamento ebraico, i testimoni più antichi sono i manoscritti biblici di Qumran, ritrovati nel 1947, che contengono frammenti più o meno ampi di tutti i testi della Bibbia ebraica escluso il libro di Ester. Nel complesso risalgono a un ampio periodo che va dal 250 a.C. circa al 68 d.C.
I testimoni più autorevoli prodotti dai masoreti e che sono risultati sostanzialmente concordi coi manoscritti biblici di Qumran sono:
- Codice del Cairo, datato 895-896 d.C.
- Codice di Aleppo (A), datato 925-930 d.C.
- Codice di Leningrado b19A (Codex Lenigradensis, L). Risale al 1008-1009 d.C.

Il testo critico (cioè che tiene conto delle varianti dei principali testimoni) usato attualmente come modello per il testo ebraico è quello della Biblia Hebraica Stuttgartensia (BHS), basato su L, realizzato da Karl Ellinger e Wilhelm Rudolph nel 1966 (1977, 1983, 1990) pubblicato dalla Deutsche Bibelgesellschaft di Stoccarda (Stuttgart, donde il nome).

### Fonti del testo greco

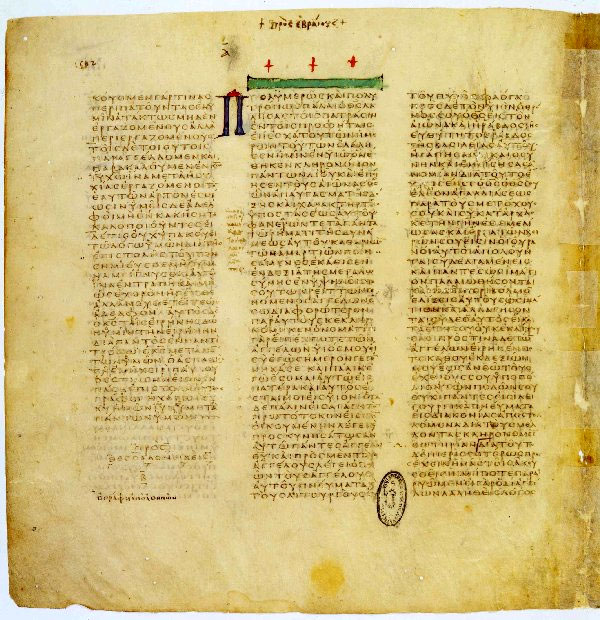
Pagina del Codice Vaticano (IV secolo), riferimento principale del testo greco.

Circa le fonti del Nuovo Testamento e dell'Antico Testamento greco, i testimoni più antichi sono alcuni papiri risalenti al II secolo d.C. Si sono poi conservati complessivamente oltre cinquemila manoscritti. Di questi, i più autorevoli sono:
- Codice Alessandrino (A), datato inizio o metà del V secolo.
- Codice Vaticano (B), composto probabilmente in Egitto nel IV secolo.
- Codice di Efrem (C), che è un Palinsesto così detto perché fu scritto sopra alcuni testi, prima raschiati via, del teologo siriano Efrem. Si crede che risalga al V secolo.
- Codice di Beza (D) o Cantabrigensis (di Cambridge), così chiamato perché appartenne al calvinista Teodoro di Beza. Risale al V secolo.
- Codice Sinaitico (S o א), risalente alla metà del IV secolo.

Il testo critico (cioè che tiene conto delle varianti dei principali testimoni) usato attualmente come modello per il testo dell'Antico Testamento in greco, includente i libri deuterocanonici, è l'Edizione Rahlfs della Septuaginta realizzata nel 1935 dal filologo tedesco Alfred Rahlfs.
Il testo critico usato attualmente come modello per il testo greco del Nuovo Testamento è quello del The Greek New Testament (GNT), basato sul codice B, curato da Kurt Aland, Matthew Black, Bruce Metzger, Allen Wikgren, Carlo Maria Martini e Barbara Aland. United Bible Societies. Edizioni: 1966, 1968, 1975, 1983 e 1993.

## Versioni della Bibbia

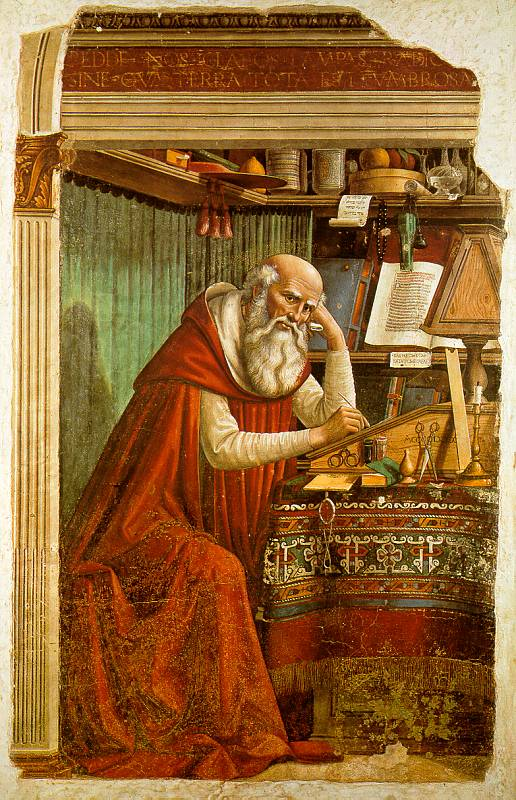
San Girolamo nel suo studio, di Domenico Ghirlandaio

Tra le migliaia di traduzioni del testo biblico in tutte le lingue del mondo, sono particolarmente degne di nota:
- Pentateuco samaritano (Torah e Giosuè). Fissato nel IV secolo a.C., non si tratta propriamente di una traduzione dei 6 libri ebraici, essendo scritto anch'esso in ebraico, ma differisce notevolmente dal testo masoretico canonico. È il testo ufficiale della piccola comunità samaritana tuttora esistente in Israele ed in Cisgiordania.
- Peshitta (= semplice, sottinteso 'traduzione'). In aramaico, realizzata secondo la tradizione dal vescovo della città di Edessa, Rabbula (morto nel 435), è il testo ufficiale delle varie chiese di tradizione siriaca presenti per lo più nel Vicino Oriente.
- Settanta (o Septuaginta, o LXX, dal numero dei traduttori originali). È la versione greca dell'Antico Testamento, più antica della fissazione dello stesso Testo masoretico, scritta ad Alessandria d'Egitto tra il IV e II secolo a.C. Fu usata prima dagli ebrei di lingua greca e poi diffusa in ambito cristiano. Unitamente al testo greco del Nuovo Testamento, è la versione ufficiale delle chiese ortodosse.
- Vulgata (= resa nel linguaggio del volgo, allora il latino, diffusa per il popolo). San Girolamo tradusse in latino l'intero testo biblico nel IV secolo. Per secoli ha rappresentato il testo ufficiale della Chiesa e della liturgia cattolica. Dopo il Concilio Vaticano II, le varie chiese cattoliche nazionali hanno elaborato e adottato nel culto liturgico versioni nelle varie lingue nazionali. La Vulgata è ancora oggi il testo liturgico della messa in latino.

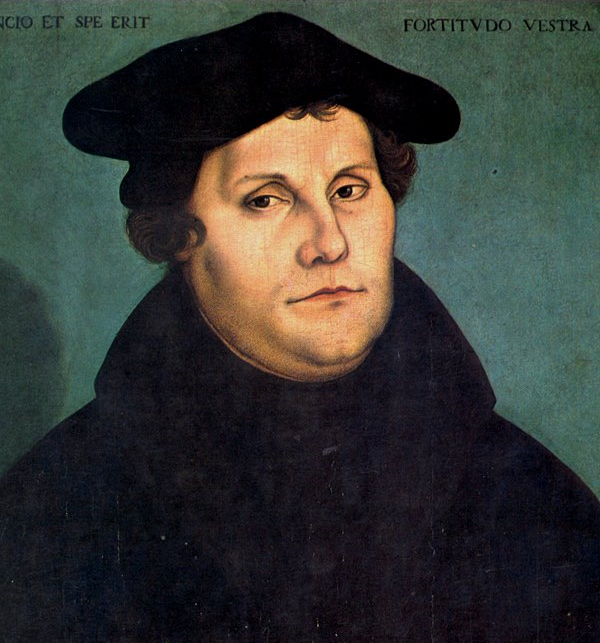
Ritratto di Martin Lutero (Lucas Cranach, 1529)

- Nel periodo dal XIII al XV secolo, assistiamo, in Italia, alla produzione di parziali traduzioni in volgare del testo biblico, fino a che, nel 1471, viene pubblicata, in italiano da Nicolò Malermi, cattolico, la prima versione della Bibbia in una lingua moderna[14], destinata a rimanere per circa trecento anni l'unica "sperimentazione" linguistica concessa dalla Chiesa - per via della messa all'Indice, nel secolo XVI, di tutte le Bibbie a eccezione della Vulgata - pur rimanendo il titolo in latino: "Biblia".
- Bibbia "tradotta in lingua Thoscana" da Santi Marmochino, domenicano savonaroliano, stampata in Venezia nel 1538 col titolo Bibia e nel 1546 col titolo, documentato per la prima volta in italiano, di Bibbia[15]
- Bibbia di Skarina. Versione biblica in bielorusso di Francysk Skaryna, la prima traduzione dell'Est europeo: Biblia Ruska (Bibbia Rutena, 1517).
- Bibbia di Lutero. ("Biblia")Versione biblica tedesca per eccellenza, pur mantenendo rispettosamente il titolo in latino, ha avuto una notevole influenza sulla stessa lingua tedesca. Il riformato terminò il NT nel 1522 e l'intero testo biblico nel 1534. È la versione di riferimento, in testo originale o nelle sue traduzioni, di molte chiese protestanti.
- Bibbia Diodati, curata dal calvinista ginevrino di origine lucchese Giovanni Diodati (1607), è il testo di riferimento delle chiese protestanti in Italia. Titolo e testo in italiano.
- Bibbia di Re Giacomo ("Bible") (King James Version, KJV). È la Bibbia inglese per eccellenza. Fu commissionata dal re inglese Giacomo I d'Inghilterra. Pubblicata nel 1611, rappresenta la versione ufficiale della Chiesa anglicana e di molte chiese protestanti anglofone.
- In un periodo compreso tra il 1757 e il 1781, per opera di Monsignor Antonio Martini, viene pubblicata in 23 volumi, in italiano, la Bibbia ufficiale cattolica, dichiarata consona da Pio VI. Per acribia testuale il redattore si avvarrà anche di un rabbino e accompagnerà il testo con un notevolissimo numero di glosse. Nel frattempo la Chiesa ha tolto il divieto di leggere la Bibbia diversamente che dalla Vulgata girolamea.[16]

- La Traduzione del Nuovo Mondo delle Sacre Scritture (New World Translation of the Holy Scriptures) è una traduzione realizzata dalla Congregazione Cristiana dei Testimoni di Geova. Fu tradotta in lingua inglese in vari volumi tra il 1950-60. È stata in seguito tradotta in molte lingue, tra cui l'italiano.
- La Bibbia di Gerusalemme (Bible de Jérusalem), realizzata in francese tra il 1947-1955 è opera dell' École biblique et archéologique française de Jérusalem. Ha una fondamentale importanza per l'impiego sistematico nelle note e introduzioni del metodo storico-critico. Il suo apparato critico tradotto è presente in numerose versioni in altre lingue.
- La Bibbia TOB (abbreviazione di Traduction Oecuménique de la Bible, ma anche buono in ebraico), pubblicata in francese nel 1975-1976, è stata realizzata congiuntamente da esegeti cattolici e protestanti, avallata infine da studiosi ortodossi. Al pari della Bibbia di Gerusalemme, contiene un utilissimo apparato critico, che tradotto accompagna numerose versioni in altre lingue.
- Bibbia CEI (Editio Princeps 1971, revisione 1974, revisione NT 1997, revisione definitiva 2008), è il testo ufficiale della Chiesa cattolica italiana.
- Nuovissima versione, edita da Edizioni San Paolo nel 1987.

## Nelle altre religioni
Secondo i musulmani, la Bibbia è originariamente ispirata da Dio, ma manipolata dall'uomo, al pari di altri testi religiosi. La Bibbia è il testo sacro anche del rastafarianesimo.

## Abbreviazioni bibliche
Segue un elenco delle abbreviazioni comunemente usate per indicare i libri della Bibbia
- Ab, aba: Abacuc
- Abd: Abdia
- Ag: Aggeo
- Am: Amos
- Ap: Apocalisse
- At: Atti degli Apostoli
- Bar: Baruc
- Col, cl, co: Colossesi
- 1Cor: 1 Corinzi
- 2Cor: 2 Corinzi
- 1Cr: 1 Cronache
- 2Cr: 2 Cronache
- Ct, Ca: Cantico dei Cantici
- Dn, Da: Daniele
- Dt, De: Deuteronomio
- Eb: Ebrei
- Ef: Efesini
- Es: Esodo
- Esd, Ed: Esdra
- Est, Et: Ester
- Ez: Ezechiele
- Fil, Fl: Filippesi
- Fm, File: Filemone
- Gal, Ga: Galati
- Gb, Giob: Giobbe
- Giac, Gia, Gc: Giacomo
- Gd:  Giuda
- Gdc, Gc: Giudici
- Gdt: Giuditta
- Ger, Gr: Geremia
- Gio, Gion: Giona
- Gioe, Gl: Gioele
- Gen, Gn: Genesi
- Gios, Gs: Giosuè
- Giov, Gv: Giovanni
- 1Gv: 1 Giovanni
- 2Gv: 2 Giovanni
- 3Gv:  3 Giovanni
- Is: Isaia
- La, Lam: Lamentazioni
- Lc, Lu: Luca
- Le, Lv: Levitico
- 1Mac: 1 Maccabei
- 2Mac: 2 Maccabei
- Mar, Mc, Mr: Marco
- Mic, Mi: Michea
- Mal, Ml: Malachia
- Mat, Mt: Matteo
- Na: Naum
- Ne:  Neemia
- Nu, Nm: Numeri
- Os: Osea
- Prov, Prv: Proverbi
- 1Pt: 1 Pietro
- 2Pt: 2 Pietro
- Qo, Q, Ec: Qoelet (Ecclesiaste)
- 1Re: 1 Libro dei Re
- 2Re: 2 Libro dei Re
- Ro, Rm: Romani
- Ru, Rt: Rut
- Sal, Sl: Salmi
- 1Sam: 1 Samuele
- 2Sam: 2 Samuele
- Sap: Sapienza
- Sir, Si: Siracide
- So, Sof: Sofonia
- Tob, Tb, To: Tobia
- 1Tm, 1Ti: 1 Timoteo
- 2Tm, 2Ti: 2 Timoteo
- 1Ts, 1Te: 1 Tessalonicesi
- 2Ts, 2Te: 2 Tessalonicesi
- Tt, Ti, Tit: Tito
- Zc: Zaccaria

### Riferimenti
1. ↑  Ivan Castrogiovanni, "Sul corretto uso del nome "Bibbia" nei vari periodi", in "Biblistica, ricerche bibliche",1 trim., 2025. n.61
2. ↑  Enciclopedia Italiana.
3. ↑  (EN) Best-selling book, su guinnessworldrecords.com. URL consultato il 15 ottobre 2024.
4. ↑  Clara Kraus Reggiani, Storia della letteratura giudaico-ellenistica, Sesto San Giovanni, Mimesis Edizioni, 2009, p.54.
5. ↑  (FR) Bibbia cattolica di Fulcran Vigouroux, su jesusmarie.free.fr, 1902. URL consultato il 9 settembre 2019 (archiviato il 9 settembre 2019).
6. 1 2   Deuterocanonici secondo la Treccani, su treccani.it.
7. ↑  Fonte: La Bibbia Ed. san Paolo, 2009 - Pag. 1374.
8. ↑  Il libro della Sapienza dovrebbe essere successivo alla conquista romana dell'Egitto (30 a.C.) e potrebbe essere stato scritto nel 40 d.C. se il suo cap. XII è interpretato come una allusione all'imperatore Caligola. Cfr. Giuseppe Scarpati, Rivista Biblica, nº15,1967, pp.170-189.
9. 1 2  Fonte: La Bibbia Ed. san Paolo, 2009
10. ↑  Commentary on the Old Testament di C.F.Keil e F.Delitzsch, 1973, volume III, Ester pp.322-324
11. ↑  Zeitschrift fur die alttestamentliche Wissenschaft, 1940/41, vol.58, pp.243, 244; 1942/43, vol.59, p.219
12. ↑  Antonio Saltini Conoscenze agronomiche nei libri della Bibbia Rivista I tempi della terra Archiviato il 10 marzo 2016 in Internet Archive.
13. ↑   Proverbi 3:5-6, su La Parola - La Sacra Bibbia in italiano in Internet.
14. ↑  Salvatore Garofalo, "Gli umanisti italiani del secolo XV e la Bibbia", Biblica, 27 (1946), pp. 338-375 (su Malermi v. pp. 365-366).,
15. ↑  Ivan Castrogiovanni, "Sul corretto uso del nome "Bibbia" nei vari periodi", in "Biblistica, ricerche bibliche",1 trim., 2025. n.61
16. ↑  v.in "Il valore giuridico e letterario della Bibbia Martini", in Utopia.it
17. ↑  Catechismo della Chiesa cattolica, dal sito della Santa Sede)
18. ↑  Da: laparola.net